# Potamonautidae
Potamonautidae là một họ Cua nước ngọt bản địa phân bố từ châu Phi kể cả ở những hòn đảo Madagascar, Seychelles, Zanzibar, Mafia, Pemba, Bioko, São Tomé, Príncipe và Sherbro. Hóa thạch của chúng có từ thời Hậu Miocene

## Phân loại
Họ cua này được phân loại thành các chi và phân họ như sau:
Deckeniinae Ortmann, 1897
- Deckenia Hilgendorf, 1869
- Seychellum Ng, Števčić & Pretzmann, 1995

Hydrothelphusinae Bott, 1955
- Afrithelphusa Bott, 1969
- Boreas Cumberlidge & von Sternberg, 2002
- Globonautes Bott, 1959
- Hydrothelphusa A. Milne-Edwards, 1872
- Louisea Cumberlidge, 1994
- Madagapotamon Bott, 1965
- Malagasya Cumberlidge & von Sternberg, 2002
- Marojejy Cumberlidge, Boyko & Harvey, 2002
- Skelosophusa Ng & Takeda, 1994

Potamonautinae Bott, 1970
- Erimetopus Rathbun, 1894
- Foza Dai & Bo, 1994
- Liberonautes Bott, 1955
- Platythelphusa A. Milne-Edwards, 1887
- Potamonautes MacLeay, 1838
- Potamonemus Cumberlidge & P. F. Clark, 1992
- Sudanonautes Bott, 1955
- Tanzanonautes † Feldmann et al., 2007